# Huelgoat
Huelgoat (en bretó An Uhelgoad) és un municipi francès, situat a la regió de Bretanya, al departament de Finisterre. L'any 2006 tenia 1.622 habitants.

## Demografia
| 1962                                       | 1968  | 1975  | 1982  | 1990  | 1999  |
| ------------------------------------------ | ----- | ----- | ----- | ----- | ----- |
| 2 057                                      | 2 456 | 2 230 | 2 026 | 1 742 | 1 687 |
| Des de 1962: població sense dobles comptes |       |       |       |       |       |

## Administració
| Període   | Identitat       | Partit |
| --------- | --------------- | ------ |
| 2001-2008 | Irène Dissez    |        |
| 2008-     | Corentin Garrec |        |